# Невзаємозамінний токен
Невзаємозамінні токени або NFT (англ. non-fungible token) — це особливий тип криптовалюти, який є невзаємозамінним, на відміну від більшості криптовалют та багатьох мережевих або службових токенів. Це активи, що існують лише у власних криптосистемах, тобто це криптографічний токен, який не можна обміняти на інший. Такі токени повністю різняться між собою, є унікальними, а їхня кількість обмежена.
NFT — це одиниця даних у цифровій книзі, що називається блокчейном, де кожен NFT може представляти унікальний цифровий елемент, і тому кожен з них не взаємозамінний.
NFT критикують за невиконання функцій підтвердження справжності та власності, а також як спекулятивну економічну бульбашку, шахрайство та за вплив на довкілля. У 2022 році ринок NFT обвалився, у травні того року кількість продажів зменшилась на 90 %, порівняно з 2021. У вересні 2023 року понад 95 % NFT мали нульову грошову оцінку.

## Стандарти
Для підтримки використання блокчейн в іграх було створено спеціальні стандарти токенів.

### Ethereum
У випадку з невзаємозамінними токенами найпоширенішим стандартом є ERC-20, створений на платформі Ethereum.
Невзаємозамінні токени використовують також інший набір стандартів і протоколів, такий як ERC-721, заснований на Ethereum або його останньому оновленні ERC-1155.

### На базі інших блокчейнів
- Bitcoin Cash — Bitcoin Cash підтримує NFTs (Juungle NFT marketplace).[14][15]

## Особливості
Невзаємозамінні токени є дефіцитним класом активів. Максимальний запас будь-якого з токенів зазвичай визначений і обмежений конкретним числом. Це позбавляє необхідності системі давати оцінку токену, оцінюючи його. Цю функцію на себе вже взяв блокчейн. Вже зараз невзаємозамінні токени використовують у геймінг індустрії.

## Використання
NFT можна використовувати для створення штучного дефіциту цифрового твору, створюючи лише один NFT для обраної копії з унікальним підписом. Цим NFT-твори мистецтва схожі на предмети з автографом. Унікальну ідентичність та право власності на NFT можна перевірити за допомогою книги блокчейну. NFT мають метадані, які обробляються за допомогою криптографічної хеш-функції. Токени зберігаються в загальнодоступних цифрових книгах — блокчейн, а це означає, що можна довести, кому належить даний NFT в будь-який момент часу, і простежити історію попередніх власників.
Варто зазначити, що сама по собі технологія NFT не надає майнових авторських прав і у більшості випадків взагалі не має обов'язкової юридичної сили. Вона не передбачає захист від копіювання, тому будь хто може створити копію цифрового товару, закріпленого у NFT. Не існує технічних перешкод у використанні при створені NFT творів без дозволу їх власників. Майданчики для торгівлі токенами стверджують, що вони вживають заходів для боротьби із цифровим піратством, але не можуть повністю вирішити цю проблему.
Також NFT легко передавати від однієї особи до іншої, та їх дуже важко підробити. Оскільки право власності на NFT легко засвідчити і передати, іх можна використовувати для створення ринків різноманітних товарів. Оскільки блокчейн можна програмувати, можна наділити NFT функціями, які дозволять їм з часом розширювати своє призначення або навіть надавати пряму користь їхнім власникам. Іншими словами, NFT можуть робити речі — або дозволяти своїм власникам робити це як у цифровому просторі, так і у фізичному світі. У цьому сенсі NFT можуть функціонувати як членські картки або квитки, надаючи доступ до подій, ексклюзивних товарів і спеціальних знижок, а також слугувати цифровими ключами до онлайн-простору, де власники можуть взаємодіяти один з одним. Більше того, оскільки блокчейн є загальнодоступним, можна навіть надсилати додаткові цифрові продукти безпосередньо кожному, хто володіє певним токеном. Все це надає власникам NFT цінності, які виходять за рамки простого володіння, і забезпечує творцям вектор для побудови високоактивної спільноти навколо своїх брендів.

## Історія
Перші невзаємозамінні токени були створені Вітаком Радомським, співзасновником Enjin Coin, коли він написав код для першої монети в червні 2017 року. Термін «NFT» отримав ширше використання лише зі стандартом ERC-721, вперше запропонованим у 2017 році через Ethereum GitHub, після запуску різних проектів NFT того року.
Перший відомий «NFT», Quantum , був створений Кевіном Маккоєм і Енілом Дешем у травні 2014 року. Він складається з відеокліпу, знятого дружиною Маккоя, Дженніфер. Маккой зареєстрував відео в блокчейні Namecoin і продав його Dash за 4 долари під час живої презентації для конференцій Seven on Seven в Новому музеї в Нью-Йорку. Маккой і Деш назвали цю технологію «монетизованою графікою».
У жовтні 2015 року перший проект NFT, Etheria, був запущений і продемонстрований на DEVCON 1 у Лондоні, першій конференції розробників Ethereum, через три місяці після запуску блокчейну Ethereum. Більшість із 457 гексагональних плиток Etheria, які можна було придбати та продати, залишалися непроданими понад п'ять років до 13 березня 2021 року, коли відновлений інтерес до NFT викликав шалену купівлю. Протягом 24 годин усі плитки поточної та попередньої версій, кожна з яких жорстко закодована на 1 ETH (0,43 долара США на момент запуску), були продані на загальну суму 1,4 мільйона доларів США.
Ринок NFT різко зріс з 2020 по 2021 рік: обсяг торгівлі NFT у 2021 році зріс до понад 17 мільярдів доларів, що на 21 000 % більше, ніж у 2020 році, коли він становив 82 мільйони доларів.  NFT використовувалися як спекулятивні інвестиції, і вони викликали дедалі більшу критику через вартість енергії та викиди вуглецю, пов'язані з підтвердженням транзакцій блокчейну, а також їх часте використання в шахрайстві з мистецтвом.
Протягом 2020 року ринок NFT стрімко зріс, і його вартість зросла втричі до 250 мільйонів доларів США. За перші три місяці 2021 року на NFT було витрачено понад 200 мільйонів доларів США.
У травні 2022 року The Wall Street Journal повідомила, що ринок NFT «валиться». Щоденні продажі NFT-токенів знизилися на 92 % з вересня 2021 року, а кількість активних гаманців на ринку NFT впала на 88 % з листопада 2021 року. Хоча зростання процентних ставок вплинуло на ризиковані ставки на фінансових ринках, Журнал зазначив, що «NFT є одними з найбільш спекулятивний».

### Цифрове мистецтво, колекціонування
Сфера цифрового мистецтва була першою, де почалося масове використання NFT, завдяки здатності технології блокчейн забезпечувати унікальний підпис і право власності на NFT. Цифрові твори мистецтва автора Beeple було продано за 20 млн доларів 2021 року.
У квітні 2021 року NFT на цифровий мистецький твір «Залишайся вільним» продали за $5,5 млн. На тлі сторінок з історичної ухвали суду, в якій масове стеження Агентства національної безпеки США за інтернет-користувачами було визнано незаконним, сформоване зображення Едварда Сноудена.
11 березня на аукціоні Christie's було продано цифровий колаж «Повсякденності. Перші 5000 днів» («Digital collage Everydays: The First 5000 Days»). Її автор, художник Майк Вінкельман, відомий під псевдонімом Beeple. Роботу було куплено за $60,3 млн, що разом із комісією склало $69,3 млн.
NFT можуть представляти предмети колекціонування, такі як колекції карток, але у цифровому форматі. У лютому 2021 року картка NFT баскетболіста Леброна Джеймса на платформі NBA Top Shot продана за $ 208 тис..
Зазвичай NFT токени цифрового мистецтва не зберігають картинки та відео безпосередньо у блокчейні через великій розмір файлів. Такі токени містять веб посилання на цифрове мистецтво. Через це вони вразливі до вимирання посилань.

### Ігри
NFT також можуть бути використані для зберігання даних про ігрові активи, якими керує користувач, а не розробник гри. NFT дозволяють торгувати активами на сторонніх ринках без дозволу розробника гри. У лютому 2021 року віртуальну ділянку землі у відеогрі Axie Infinity було продано за 1,5 млн $, що було найбільшим продажем NFT, коли-небудь здійсненим на той час. У березні котировки токена Alice були на рівні 16 доларів, але після зростання наприкінці 2021 року, вони поступово зменшувались. На кінець серпня 2023 року кріптовалюта Alice котувалась на рівні 0,8 долара.
Існує ряд різних стандартів маркерів для створення NFT, але стандарти ERC-721 та ERC-1155 на основі Ethereum на сьогоднішній день є найпопулярнішими. Однак NFT в My Neighbor Alice створюються за стандартом NFT Chromia Originals, який дозволяє зберігати більш повні набори метаданих та мають більшу гнучкість, ніж більшість звичайних NFT. У Алісі широкий спектр ігрових предметів представлений NFT, включаючи рослинність, меблі, будівлі та тварин. Всім цим можна торгувати як на внутрішньому ринку MNA, так і на зовнішніх платформах.
Подібна система розділення ділянок, на яких гравці можуть будувати, існує в ряді інших будівельних ігор, заснованих на блокчейні (Decentraland та The Sandbox). І Decentraland, і My Neighbor Alice мають обмежену кількість ігрових зон: в результаті ділянки з часом стануть дефіцитнішими. У випадку з Decentraland ці ділянки спочатку були продані користувачам у 2017 році в рамках Terraform Event, а в 2018 році відбувся другий раунд продажу ділянок — розпродаж залишків з 2017 року. У березні 2021 року творці My Neighbor Alice ще не оголосили особливостей того, як буде здійснюватись продаж ділянок, але цілком ймовірно, що лише частина загальної площі буде продана в рамках первинної пропозиції. Обидві ігри відносяться до ігр відкритого світу, але Decentraland використовує 3D-реалістичну графіку, тоді як у My Neighbor Alice стилізована графіка, що нагадує Animal Crossing.
Зростання ринку NFT та моделі «Грай заради заробітку» в іграх на базі блокчейну були двома основними факторами, що сприяли збільшенню кількості підключених криптогаманців, перевищивши 50 % їх загальної чисельності.

### Музика
Музиканти можуть токенізувати свою роботу на блокчейні, використовуючи незамінні токени. Наприклад, у березні 2021 року американський репер Lil Pump співпрацював з платформою NFT Sweet, щоб випустити спеціальну колекцію NFT.

### Порнографія
Деякі секс-працівники також токенізували свої роботи, дозволяючи продавати унікальний вміст своїм клієнтам, хоча ворожість ринку NFT до порнографічних матеріалів і створює істотні труднощі для творців.

### Спорт
Спортсмени також використувують переваги NFT, токенізуючи себе або частини тіла на NFT через блокчейн. У березні 2021 року професійна тенісистка Олександра Олійникова запропонувала потенційним покупцям NFT довічні права на частину правої руки.

## Популярність
Невзаємозамінні токени стали популярні у 2017 році завдяки CryptoKitties, який згодом, у 2018 році, зібрав 12 млн $ інвестицій. RareBits, біржа невзаємозамінних токенів, залучила 6 мільйонів доларів інвестицій у 2018 році.
У вересні 2022 року об'єм торгів на NFT ринку впав на 97 % порівняно з січнем 2022.

## В Україні
У грудні 2021 року відкрився перший маркетплейс NFT в Україні — ArtBay.in.ua. Аукціони працюють на базі Binance. Ціни на картини ставлять як у доларах, так і в криптовалюті Binance Coin. Зображення належать галереї Ars Kerylos, які є партнером маркетплейсу. Серед зображень — картини українських художників, іменна платівка Ірини Білик з автографом.